# ديون غوسلينج
ديون غوسلينج (بالإنجليزية: Dion Gosling)‏ هو لاعب هوكي الحقل نيوزيلندي، ولد في 2 يونيو 1971.

## وصلات خارجية
- ديون غوسلينج على موقع أوليمبيديا (الإنجليزية)
- ديون غوسلينج على موقع اتحاد ألعاب الكومنولث (مؤرشف) (الإنجليزية)